# ياكوب إيلمان ينسن
ياكوب إيلمان ينسن ( مواليد 25 سبتمبر 1973) هو سياسي دنماركي ورئيس الحزب الليبرالي الدنماركي.